# Deveti krug
Deveti krug é um filme de drama iugoslavo de 1960 dirigido por France Štiglic. Foi indicado ao Oscar de melhor filme estrangeiro na edição de 1961, representando a Iugoslávia.

## Elenco
- Boris Dvornik - Ivo Vojnović
- Dušica Žegarac - Ruth Alakalaj
- Beba Lončar - Magda
- Dragan Milivojević - Zvonko